# Garcia Ramirez al Navarei

Garcia Ramirez (n. anii 1110 – d. 21 noiembrie 1150, Lorka⁠(d), Q9056394⁠(d), Spania) numit și Restauratorul, a fost Lord de Monzon și Logrono și din 1134, rege al Navarei. El a restaurat independența coroanei navareze după 58 de ani de unire cu Regatul Aragonului.
El a fost fiul lui Ramiro Sánchez de Monzón, care era fiul lui Sancho Garces și care, la rândul său, era fiul nelegitim al lui Garciz Sanchez al III-lea de Navara și fratele vitreg al lui Sancho al IV-lea al Navarei. Mama sa a fost Cristina, fiica lui Rodrigo Díaz de Vivar, cunoscut ca El Cid.
În 1076 , ca o consecință a asasinării regelui Sancho al IV-lea al Navarei de către frații săi, Navara a fost unită cu Aragonul. Cu toate acestea, odată cu pierderea regelui războinic care nu a avut copii, Alfosno I al Navarei și Aragonului în 1134, succesiunea a căzut în dispută. În testamentul său neobișnuit, Alfonso a lăsat regatele combinate unor ordine a curciadelor, care neutraliza în mod efectiv papalitatea să-și execite vreun rol în selectarea potențialilor candidați. Nobilimea a respins imediat testamentul, iar Aragonul îl favoriza pe fratele mai mic al lui Alfonso, Ramiro. Nobilimea din Navara, fiind sceptică față de Ramiro și de temperamentul său care necesita o rezistență în fața incursiunilor vecinului vestic, au ales un alt pretendent, regele Alfonso al VII-lea al Leonului și Castiliei și, probabil, fiind o protecție continuă împotriva aragonezilor. Inițial au ales un alt candidat, Peter de Atarés, un nepot al unui unchi nelegitim al lui Alfonso, Sancho Ramirez, Conte de Ribagorza. O adunare a episcopilor și a nobilimii a fost convocată la Pamplona pentru a decide între Peter și Ramiro, însă au fost atât de înstrăinați de aroganța lui Peter încât l-au abandonat în favoarea unui descendent al dinastiei lor, García Ramírez, Lord de Monzón, din moment ce Peter se cobora dintr-un frate nelegitim al fostului rege. El a fost ales în mod legal de către nobilimea și clerul Navarei, în timp ce Ramiro a fost înscăunat în Aragon și s-a opus puternic alegerii lui Garcia în Navara.
Episcopul de Pamplona i-a acordat lui Garcia comoara bisericii pentru a finanța guvernul său împotriva pretențiilor lui Ramiro. Printre alți susținători ai lui Garcia, se număra și Lop Ennechones și contele Latro, care a purtat negocierile cu Ramiro în numele regelui. În cele din urmă, în ianuarie 1135, cu Pactul de Vadoluongo a celor doi monarhi, aceștia au ajuns la un acord reciproc de adopție. Garcia era considerat fiul iar Ramiro tatăl în încercarea de a menține  independența fiecărui regat și supremația de facto al celui aragonez. În luna mai 1135, García s-a declarat vasalul lui Alfonso al VII-lea. Acest lucru îl punea în același timp sub protecția și domnia Castiliei și și-a cumpărat recunoașterea statutului său regal de la Alfonso, care era un pretendent al succesiunii lui Alfonso I. Prezentarea lui Garcia în Castilia a fost văzută ca un act de protecție pentru Navara și care a avut drept consecință, punerea ei într-o alianță ofensivă împotriva Aragonului și, acum că Garcia a apelat la Alfonso, l-a forțat pe Ramiro să se căsătorească și să producă un moștenitor și să creeze o alianță cu Raymond Berengar IV din Barcelona. 
Înainte de luna septembrie 1135, Alfonso al VII-lea i-a acordat lui Garcia regiunea Zaragoza ca feudă. Cucerită recent din Aragon, acest avanpost de autoritate castilian din partea de est a fost în mod clar dincolo de capacitatea militară a lui Alfonso de a o controla și a oferit motive suplimentare de recunoaștere pentru Garcia în Navara. În 1136, Alfonso a fost forțat să plătească omagiu pentru Zaragoza regelui Ramiro și să-l recunoască ca rege în Zaragoza. În 1137, Zaragoza a fost predată lui Raymond Berengar, deși Alfosno a păstrat suzeranitatea peste regiune. 
Garcia a murit pe 21 noiembrie 1150 în Lorca, în apropiere de Estella și a fost înmormântat în catedrala Santa María la Real în Pamplona. El a fost succedat de fiul său cel mare.

## Sursă
- Lourie, Elena. "The Will of Alfonso I, 'El Batallador,' King of Aragon and Navarre: A Reassessment." Speculum, Vol. 50, No. 4. (Oct., 1975), pp 635–651.
- Grassotti, Hilda. "Homenaje de García Ramírez a Alfonso VII." Príncipe de Viana, vol. 25 (no. 94-95), pp. 57–66 (1964).
- Norwich, John Julius. The Kingdom in the Sun, 1130–1194. London: Longmans, 1970.